# Divergente (revista)
A Divergente é uma revista digital de jornalismo narrativo fundada em março de 2014. A revista digital é detida pela cooperativa Bagabaga Studios, tida como uma das precursoras da nova vaga de cooperativas jornalísticas.
A publicação retrata temas de interesse público que tendem a ser sub-representados nos média. Os trabalhos da Divergente usam uma linguagem multimédia interativa, com um grande investimento em design. A Divergente disponibiliza gratuitamente os seus trabalhos em português e em inglês. Integra as redes europeias de jornalismo European Data Journalism Network e Reference - The European Independent Media Circle.

## História
A cooperativa multimédia Bagabaga Studios, criada no final de 2012, fundou a revista digital de jornalismo narrativo Divergente em 2014. Diogo Cardoso é diretor da Divergente. Sofia da Palma Rodrigues é editora-executiva da Divergente e presidente da Bagabaga Studios.
A Divergente foi lançada em 2014 para produzir trabalhos jornalísticos de uma forma mais aprofundada, contextualizada e debatida, através de narrativas plurais que agregam ilustração, fotografia, vídeo, gráficos, texto e som. É considerada um dos meios de comunicação social independentes de referência em Portugal.
A Divergente foi um dos novos projetos destacados no 4.º Congresso dos Jornalistas, em 2017.
O primeiro trabalho da Divergente, Juventude em jogo foi publicado em 2015, com uma versão impressa no P2. O trabalho financiado pelo Journalism Fund retrata a entrada na Europa de jogadores de futebol menores vindos de África e da América Latina. Esta investigação conta a história de três jovens – Francisco, Cassiano e Valentine – que viajaram para Portugal, ainda menores de idade com o sonho de tornarem-se jogadores profissionais de futebol, apesar da prática de contratação de menores de 18 anos ser ilegal. Uma versão em vídeo foi transmitida pela SIC a 11 de agosto de 2016.
Em 2017, a Divergente transforma o documentário Chá da meia-noite, sobre a vida da mulher transexual Jó Bernardo, na narrativa transmédia O mundo de Jó. Uma versão interativa da peça foi colocada no website do Público.
No ano seguinte, em 2018, a Divergente publica três trabalhos. A investigação O Zé quer saber porquê, sobre o impacto do aquecimento global numa comunidade no norte da Guiné-Bissau, fica disponível online e a versão documental foi transmitida na RTP.
Tudo isto existe, Tudo isto é Bicha, Tudo isto é Fado, uma reportagem fotográfica sobre o grupo musical Fado Bicha, foi lançada com o Diário de Notícias, em parceria com o podcast de jornalismo Fumaça.
Seria o terceiro trabalho de 2018, o webdocumentário Terra de todos, terra de alguns, a receber mais destaque. A investigação sobre o impacto dos grandes investimentos agrícolas no Corredor de Nacala, em Moçambique, foi transmitida pela RTP, impressa pelo Público e divulgada como uma narrativa interativa pela própria Divergente. Este documentário integrou a programação de vários festivais tendo sido, já em 2023, selecionado para o Festival Internacional de Cinema de Santarém e apresentado em Bucareste, no âmbito das South Talks.  
Em 2020, a Divergente foi um dos 11 projetos selecionados pela Civitates para receber uma bolsa, no valor de 150 mil euros, para apoiar o jornalismo independente e de interesse público.
O projeto multimédia Às escondidas, elas também fizeram a Revolução ficou online em Abril de 2022. Este trabalho mapeia as casas onde várias mulheres viveram clandestinas durante a ditadura e apresenta uma compilação de nomes e moradas que, até hoje, nunca tinha sido feita. A investigação também recupera o dia-a-dia de duas mulheres durante a clandestinidade, Luísa Tito de Morais e Maria Machado Pulquério.
Por ti, Portugal, eu juro! foi publicado no site da Divergente em quatro capítulos. Esta investigação multimédia conta a história dos Comandos Africanos da Guiné, a única tropa de elite da história do Exército português composta, na íntegra, por militares africanos. Para este trabalho, na Guiné-Bissau e em Portugal, foram entrevistados 20 comandos africanos que integraram o Exército português até 1974.
Todos os trabalhos da Divergente estão disponíveis, gratuitamente, no site, em português e inglês.

## Próximos projetos
A versão documental de “Por ti, Portugal, eu juro!” encontra-se em fase de montagem e pós-produção de som e imagem. Entre o final de 2023 e Setembro de 2024 “Por ti, Portugal, eu juro!” marcará presença em festivais de cinema documental e nas salas de cinema. No ano seguinte será exibido na RTP.
A equipa da Divergente está a liderar o projeto transeuropeu “A bomba-relógio da abstenção”. Trata-se de uma reportagem de jornalismo de dados que analisa os últimos 49 anos de eleições nos 27 países da União Europeia, e cruza os números da abstenção com 17 indicadores socioeconómicos. O objetivo é traçar o perfil de quem decide não votar. Conta com o apoio e revisão metodológica de dois investigadores do DINÂMIA’CET-Iscte e está a ser desenvolvida no âmbito da European Data Journalism Network, em parceria com Are We Europe, Átlátszó, Delfi Meedia, Denník N, Deutsche Welle, El Confidencial, EUrologus, II Sole 24 Ore, iMEdD, Osservatorio Balcani e Caucaso Transeuropa, Pod črto, PressOne, Rue89 Strasbourg e Voxeurop.

## Prémios
Juventude em jogo valeu a Sofia da Palma Rodrigues o Prémio AMI Jornalismo Contra a Indiferença 2016 e o Prémio 2016 Comunicação Pela Diversidade Cultural do Alto Comissariado Para as Migrações.
Por O mundo de Jó, Sibila Lind conquistou a categoria de Meios Audiovisuais dos prémios de jornalismo Direitos Humanos & Integração 2018, promovidos pela Comissão Nacional da UNESCO e pela Secretaria-Geral da Presidência do Conselho de Ministros. A versão documental de O mundo de Jó estreou no XV Encontros de Cinema de Viana do Castelo e recebeu o Prémio do Público para Melhor Curta-Metragem no QueerLisboa 19, em 2015.
Com reportagem de Sofia da Palma Rodrigues e Diogo Cardoso, O Zé quer saber porquê foi nomeado para o Prémio Europa 2019, criado pela Comissão Europeia e Parlamento Europeu, na categoria de documentário para televisão. Ganhou a categoria de Reportagem Média nos DIG Awards 2019.
Terra de todos, terra de alguns ganhou o Prémio Gazeta Multimédia 2018, a categoria Jornalismo Ambiental e Desenvolvimento Sustentável dos Prémios Internacionais de Jornalismo Rei de Espanha 2019 e a categoria de Reportagem Multimédia do Prémios Obciber 2018. O trabalho foi ainda nomeado para o Prémio Europa 2019 na categoria de atualidade, ficou entre os finalistas do New Media Writing Prize 2018 e recebeu uma menção honrosa nos Prémios AMI Jornalismo Contra a Indiferença 2019.
O projeto multimédia Às escondidas, elas também fizeram a Revolução foi nomeado finalista no New Media Writing Prize e eleito pelo Global Investigative Journalism Network como um dos melhores trabalhos de jornalismo de investigação em português publicados em 2022.
O mais recente grande projeto multimédia Por ti, Portugal, eu juro! recebeu a distinção de Melhor Projeto Online Europeu no Prix Europa, considerado um dos mais importantes troféus de jornalismo neste continente, assim como o Prémio Jornalismo de Excelência Vicente Jorge Silva, Prémio AMI Jornalismo Contra a Indiferença, o Prémio Literário Orlando Gonçalves, o Online Journalism Award - Excellence and Innovation in Visual Digital Storytelling e o Prémio Obciber, na categoria de reportagem multimédia. Além de sete prémios de jornalismo, Por ti, Portugal, eu juro! foi premiado nos Estados Unidos, nos The Horizon Interactive Awards, com o prémio de Melhor Uso de Tipografia e com um ouro em Design no Festival do Clube da Criatividade de Portugal.